# Collegio di Melton and Syston
Melton and Syston è un collegio elettorale inglese situato nel Leicestershire, nelle Midlands Orientali, e rappresentato alla Camera dei comuni del Parlamento del Regno Unito. Elegge un membro del parlamento con il sistema è first-past-the-post, ossia maggioritario a turno unico; l'attuale parlamentare è Edward Argar, eletto con il Partito Conservatore nel 2024.

## Estensione
Il collegio è formato dai seguenti ward elettorali:
- l'intero borgo di Melton;
- nel distretto di Charnwood: Sileby and Seagrave; South Charnwood; Syston; Thurmaston e Wreake Valley.[1]

## Membri del parlamento
| Elezione | Elezione | Deputato     | Partito      |
| -------- | -------- | ------------ | ------------ |
|          | 2024     | Edward Argar | Conservatore |

## Elezioni

### Elezioni negli anni 2020
| Partito                    | Partito                                         | Candidato                  | Risultati 4 luglio 2024 | Risultati 4 luglio 2024 |
| Partito                    | Partito                                         | Candidato                  | Voti                    | %                       |
| -------------------------- | ----------------------------------------------- | -------------------------- | ----------------------- | ----------------------- |
|                            | Conservatore                                    | Edward Argar               | 17 526                  | 38,11                   |
|                            | Laburista                                       | Zafran Khan                | 12 130                  | 26,38                   |
|                            | Reform UK                                       | Peter Morris               | 8 945                   | 19,45                   |
|                            | Verdi                                           | Alastair McQuillan         | 3 685                   | 8,01                    |
|                            | Lib Dem                                         | Andy Konieczko             | 2 547                   | 5,54                    |
|                            | Indipendente                                    | Marilyn Gordon             | 517                     | 1,12                    |
|                            | Alliance for Democracy and Freedom              | Teck Khong                 | 348                     | 0,76                    |
|                            | Rejoin EU                                       | Matt Shouler               | 288                     | 0,63                    |
|                            |                                                 |                            |                         |                         |
| Iscritti                   | Iscritti                                        | Iscritti                   | 74 316                  | 100,00                  |
| ↳ Votanti (% su iscritti)  | ↳ Votanti (% su iscritti)                       | ↳ Votanti (% su iscritti)  | 46 149                  | 62,10                   |
| ↳ Astenuti (% su iscritti) | ↳ Astenuti (% su iscritti)                      | ↳ Astenuti (% su iscritti) | 28 167                  | 37,90                   |
|                            |                                                 |                            |                         |                         |
|                            | Esito: collegio a Conservatore (nuovo collegio) |                            |                         |                         |